# Iona (zespół muzyczny)
Iona – brytyjski zespół muzyczny wykonujący muzykę będącą połączeniem muzyki celtyckiej, rocka progresywnego i rocka chrześcijańskiego. Został założony pod koniec lat 80.

## Skład
Obecnie grupa występuje w składzie:
- Joanne Hogg – wokal prowadzący, syntezator, gitara akustyczna (współzałożycielka zespołu)
- Dave Bainbridge – gitara prowadząca (współzałożyciel zespołu)
- Frank Van Essen – perkusja, skrzypce
- Phil Barker – gitara basowa
- Martin Nolan – dudy, flety

## Dyskografia
- Iona (1990 – album studyjny)
- The Book Of Kells (1992 – album studyjny)
- Beyond These Shores (1993 – album studyjny)
- Treasures (1996 – wydawnictwo typu best of)
- Journey Into The Morn (1996 – album studyjny)
- Heaven's Bright Sun (1997 – 2 CD, live)
- Woven Cord (1999 – live, płyta nagrana razem z All Souls Orchestra)
- Open Sky (2000 – album studyjny)
- The River Flows: Anthology Vol. 1 (2002 – 4 CD: reedycja albumów Iona, The Book Of Kells, Beyond These Shores oraz różne niepublikowane nagrania zebrane na płycie zatytułowanej Dunes)
- Iona (2004 – DVD z nagraniem jednego z pierwszych koncertów zespołu)
- The Circling Hour (2006 – album studyjny)
- Live In London (2006 – DVD)
- Live In London (2008 – 2 CD, live)
- Another Realm (2011 – 2 CD, album studyjny)
- Edge of the World / Live in Europe (2013 – 2 CD, live)

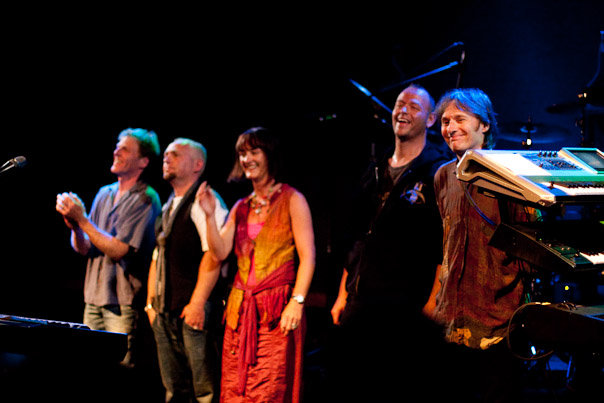
Iona podczas koncertu w 2010 roku
Od lewej do prawej: Martin Nolan, Phil Barker, Joanne Hogg, Frank Van Essen, Dave Bainbridge